# گره اوناسیس
|                                                          |  |  |
| گره اوناسیس پیش از بستن (راست) و پس از بستن با گیره (چپ) |  |  |

گره اوناسیس نوعی گره کراوات (به انگلیسی: Onassis Tie Knot) است. روش گره زدن این نوع کراوات آسان است. در پایان گره زدن بایستی از یک گیره در زیر گره به منظور شکل دادن به این نوع گره استفاده کرد.